# Белона (Казерта)
Белона (итал. Bellona) је насеље у Италији у округу Казерта, региону Кампанија.
Према процени из 2011. у насељу је живело 4727 становника. Насеље се налази на надморској висини од 71 м.

## Становништво
| 1931. | 1936. | 1951. | 1961. | 1971. | 1981. | 1991. | 2001. | 2011. |
| ----- | ----- | ----- | ----- | ----- | ----- | ----- | ----- | ----- |
| 3.081 | 3.328 | 3.844 | 3.739 | 3.803 | 4.593 | 4.894 | 5.103 | 5.705 |